# آریکوما
آریکوما (به اسپانیایی: Aricoma) یک کوه در پرو است که در پرو واقع شده‌است. آریکوما ۵٬۳۵۰ متر بالاتر از سطح دریا واقع شده‌است.